# 伊索拉博纳
伊索拉博纳（義大利語：Isolabona），是意大利因佩里亚省的一个市镇。该市镇面积12.4平方公里，2009年人口为716人，人口密度为每平方公里57.7人。其ISTAT代码为008032。